# Jenynsia eirmostigma
Jenynsia eirmostigma és una espècie de peix pertanyent a la família dels anablèpids.

## Descripció
- Pot arribar a fer 7,1 cm de llargària màxima.
- 10-12 radis tous a l'aleta dorsal.
- 9-10 radis tous a l'aleta anal.[5]

## Reproducció
És vivípar.

## Hàbitat
És un peix d'aigua dolça, bentopelàgic i de clima temperat.

## Distribució geogràfica
Es troba al Brasil: conques dels rius Uruguai i Jacui.

## Observacions
És inofensiu per als humans.